# Sanç II de Castella
Sanç II de Castella, anomenat el Fort  (ca. 1038 - Zamora, 1072), fou rei de Castella (1065-1072), rei de Galícia (1071-1072) i rei de Lleó (1072).

## Antecedents
Fill primer del rei de Castella Ferran I i de la reina de Lleó Sança I, la primavera de 1063 es va aliar amb Ahmed I ben Sulaiman al-Muktadir de la taifa de Saragossa per derrotar Ramir I d'Aragó, que intentava conquerir Graus, on va morir el rei aragonès.
A causa de la llei navarresa, va heretar del seu pare el Regne de Castella el mateix dia que aquest va morir (27 de desembre de 1065) mentre el seu germà Alfons ere nomenat rei de Lleó i el seu germà Garcia ho era de Galícia.

## Política castellana
Amb la mort del seu pare Ferran I de Castella, s'enfronta als problemes fronterers i al repartiment de l'herència, participant així en la coneguda Guerra dels tres Sançs l'any 1068. En el transcurs de la guerra va recuperar unes terres castellanes que havien estat conquerides pels navarresos.

## Política gallega
També va entrar en batalla amb els seus germans Garcia I de Galícia, rei de Galícia, i Alfons VI de Lleó, rei de Lleó. En un primer moment, va tractar de pactar amb Alfons per a repartir-se el regne de Galícia. Després d'entrar en aquest regne, els exèrcits d'Alfons VI de Lleó van atrapar Garcia de Galícia, que fou tancat en una torre, on romandria fins que va ser exiliat a la taifa de Sevilla (més tard Alfons VI el feu retornar per empresonar-lo en el castell de Luna).

## Política lleonesa
Després de la Guerra dels Tres Sançs, Sanç II va decidir que no li era suficient amb regnar la totalitat de Castella i mitja Galícia, per la qual cosa va declarar la guerra al seu altre germà, Alfons VI. Amb la intervenció del seu braç dret, Rodrigo Díaz de Vivar, derrota a Alfons VI consecutivament a Llantada i Golpejera, amb el resultat de l'exili forçós a Toledo i la vacant tron del regne lleonès en favor de Sanç el 1072.
Aquests esdeveniments van enfrontar Sanç II amb la noblesa lleonesa, canalitzant-se en la seva germana Urraca, que es va fortificar a la ciutat de Zamora, de la qual era governadora. Les tropes castellanes van assetjar la ciutat però Sanç II fou enganyat pel noble Vellido Dolfos. Aquest es presentà com un desertor davant el rei i amb l'excusa de mostrar-li els punts febles de les muralles, el va separar del seu guarda personal i va aconseguir posar fi a la seva vida el 7 d'octubre de 1072.
Aquests fets i les seves conseqüències van passar a formar part del poema èpic Cantar del Mío Cid i molts altres romanços.

## Núpcies
Vers el 1071 es casà amb una donzella anomenada Alberta, però la seva prematura mort provocà que no tinguessin descendència.